# Charles Aurelius Smith
Charles Aurelius Smith (ur. 22 stycznia 1861, zm. 1 kwietnia 1916) – amerykański polityk, działacz Partii Demokratycznej, znany przede wszystkim jako gubernator stanu Karolina Południowa przez pięć dni.

## Życiorys
Urodzony w Hertford County (Karolina Północna) Smith ukończył studia na Wake Forest University (Winston-Salem, też w Karolinie Północnej) w 1882. Następnie zajmował się szereg lat bankierstwem, zostając prezesem szeregu różnych banków w Karolinie Południowej. Pełnił też funkcję przewodniczącego South Carolina Baptist Association oraz członka rad nadzorczych Furman University oraz Greenville Women's College.
Wybrany w 1910 na członka stanowej Izby Reprezentantów Karoliny Południowej, rok później (1911), został wicegubernatorem stanu. Kiedy gubernator Coleman Livingston Blease zrezygnował na kilka dni przed upływem swej kadencji, automatycznie nowym gubernatorem do czasu inauguracji wybranego następcy, Richarda Irvine'a Manninga III, został Smith.
Urząd sprawował przez pięć dni (14-19 stycznia 1915) i w tym czasie pełnił wyłącznie funkcję reprezentacyjne (Blease nie uczestniczył w uroczystości zaprzysiężenia Manninga). Był najkrócej urzędującym gubernatorem w dziejach Karoliny Południowej.
Po odejściu ze stanowiska Smith przeprowadził się do Baltimore w Maryland, gdzie zmarł. Pochowano go na cmentarzu w Timmonsville w Karolinie Południowej, stawiając mu wielki pomnik nagrobny.
Ze związku małżeńskiego z Fannie L. Byrd miał ośmioro dzieci.